# 植松仁
植松 仁（うえまつ ひとし、1974年6月21日 - ）は、元ショートトラックスピードスケート選手、元競輪選手。1998年長野オリンピックショートトラックスピードスケート男子500m銅メダリスト。岐阜県羽島郡岐南町出身。岐阜県立岐阜工業高等学校（テキスタイル・デザイン科）卒業。身長163cm、体重56kg。
兄の植松純も元ショートトラック選手で、1992年アルベールビルオリンピック、1994年リレハンメルオリンピックに出場した。

## 経歴

### ショートトラックスピードスケート選手時代
1974年6月21日、岐阜県羽島郡岐南町に生まれる。5歳の頃にショートトラックスピードスケートを始める。高校卒業後は働きながらスケートを続けようとしたが、就職するつもりでいた会社が倒産し、しばらくは無職のまま競技生活を続ける。その後別の会社への就職が決まり、1996年全日本選手権総合優勝。1996、1997年世界選手権代表。1998年長野オリンピックでは500mで銅メダルを獲得した（1000mは15位）。
しかし長野オリンピック後はスランプに苦しみ、所属していた会社（ベローチェ）の経営状況が悪化したこともあって解雇される。周囲の支援を受けながら競技生活を続けていたが、将来への展望が見い出せない中、長野オリンピックで銅メダルを獲得した実績などから特別枠で日本競輪学校に入学できることを知り、かねてからプロスポーツ選手を志していた植松は入学を決意する。
2017年4月14日午前8時頃、名鉄名古屋駅から知立駅に向かう電車内で、乗客の女性21歳のストッキングに体液をかけた疑いで逮捕。調べに対し、容疑の一部を否認し、「精液を出したことは間違いないが、女性にかける気持ちはなかった」と供述。
出典　”性犯罪者の名言録 3ページ。

### 競輪選手時代
2000年に日本競輪学校に特別枠で入学。異種目からの特別選抜入試による初の合格者であった。スケート選手の多くは自転車による練習を行っているが、植松にはその経験がなかった。入学後は自転車への適応に苦しみ、競走訓練での成績は79人中69位に終わった。植松は、「自分の力はこんなものだったのか」と情けなさを覚えたという。同校卒業後は日本競輪選手会岐阜支部所属の選手となり、濱口高彰に弟子入りしている。
2001年8月11日に松阪競輪場でデビューを果たし、同月18日には名古屋競輪場で初勝利を挙げている。しかし競輪に対して不慣れな部分があったためか、デビュー当初から成績が伸び悩んでいた。2006年6月には上位クラスのS級に昇格し、有力選手とも直接対決するようになったが、S級では苦戦を強いられることが多かった。植松はデビュー後、ショートトラックでは許されているインからの追い抜きが競輪では禁止されているなど、競輪の駆け引きがショートトラックと似ているようで全く異なることを実感したと振り返っている。また、オフシーズンのない競輪では、植松がショートトラック時代に行っていたような、一定の期間で筋肉量を増やし基礎体力を蓄積するというトレーニング方法をとることができなかった。しかしショートトラック時代と違い、生活の心配をせずに練習に打ち込めることはありがたいとも語った。

### 競輪選手を引退
肝臓疾患によって疲労回復がままならず2007年9月以降から長期欠場。2008年12月15日の一宮競輪場で復帰するが、2009年10月より再び長期欠場する。2010年7月19日の大津びわこ競輪場で復帰したものの、同年9月18日の松阪競輪場第10RS級特選2着を最後のレースとしてS級2班格付けのまま引退した。10月4日選手登録消除。通算510戦116勝。特別競輪への出場はGIIのふるさとダービー1回のみで、GIへの出場は果たせなかった。
働いていた自転車店の客の紹介で、航空機部品会社に職を得た。2014年8月に退職して「Katati Brain」を起業、トレーニング計画のセミナー開催などをしてきた。また、産業能率大学情報マネジメント学部で学び、一般社団法人AMSA（先端医科学スポーツアカデミー）で教育・指導・セカンドキャリア支援の認定指導者にも就いた。
2017年4月14日午前8時頃、名鉄名古屋駅から知立駅に向かう電車内で、乗客の女性21歳のストッキングに体液をかけた疑いで逮捕。調べに対し、容疑の一部を否認し、「精液を出したことは間違いないが、女性にかける気持ちはなかった」と供述[5]。 出典　”性犯罪者の名言録 3ページ